# Петровка (Сампурский район)
Петровка — село в Сампурском районе Тамбовской области России. Входит в состав Сатинского сельсовета.

## География
Село находится на юге центральной части Тамбовской области, в лесостепной зоне, в пределах Окско-Донской низменной равнины, на берегах реки Говнюшки, на расстоянии примерно 2 километров (по прямой) к северо-северо-западу от Сатинки, административного центра района. Абсолютная высота — 159 метров над уровнем моря.

### Климат
Климат умеренно континентальный, относительно сухой. Средняя температура воздуха самого холодного месяца (января) — −11,5 — −10,5 °C (абсолютный минимум — −39 °C); самого тёплого месяца (июля) — 19,5 — 20,5 °C (абсолютный максимум — 40 °С). Среднегодовое количество атмосферных осадков варьирует в пределах от 400 до 650 мм. Продолжительность залегания снежного покрова составляет в среднем 145 дней.

## История
Первое упоминание о селе найдено в метрической книге по приходу села Княжево за 1833 год, где поселение указано как деревня Новая.
В ревизской сказке 1834 года её название уже «новонаселённая деревня Петровская». Следовательно основана была незадолго до этого времени. На тот момент в селе числилось 324 крестьянина, из них 160 мужчин и 164 женщины. Крестьяне принадлежали помещику 12-го класса Петру Хвощинскому, по имени которого названа деревня.

## Население
| 2010 |
| ---- |
| 594  |

### Половой состав
По данным Всероссийской переписи населения 2010 года в гендерной структуре населения мужчины составляли 47,5 %, женщины — соответственно 52,5 %.

### Национальный состав
Согласно результатам переписи 2002 года, в национальной структуре населения русские составляли 95 % из 701 чел.